# Italia para los Italianos
Italia para los Italianos (en italiano: Italia agli Italiani) fue una coalición de partidos políticos neofascistas de extrema derecha en Italia. Fue fundado para participar en las elecciones generales de 2018 por los partidos neofascista, Fuerza Nueva y Llama Tricolor.

## Composición
| Partidos | Partidos            | Ideología principal | Dirigentes      |
| -------- | ------------------- | ------------------- | --------------- |
|          | Fuerza nueva (FN)   | Neo-Fascismo        | Roberto Fiore   |
|          | Llama tricolor (FT) | Neo-Fascismo        | Attilio Carelli |

## Resultados electorales

### Parlamento italiano
| Cámara de Diputados |         |          |         |     |               |
| Año electoral       | Votos   | %        | Escaños | +/– | Líder         |
| 2018                | 126,543 | 0,39 #15 | 0/630   | –   | Roberto Fiore |

| Senado de la República |         |          |         |     |               |
| Año electoral          | Votos   | %        | Escaños | +/– | Líder         |
| 2018                   | 149,907 | 0,50 #15 | 0/315   | –   | Roberto Fiore |